# Aolibama
Aolibama ou Oolibama (em hebraico:  אהליבמה; romaniz.: 'áolîḇāmá, 'oolîḇāmāh; lit. “Tenda do lugar alto”) nome de dois personagens que aparecem na Bíblia. Em Gênesis 36:1–43, que diz; foi filha de Aná filha de Zibeão, o heveu (ou hivita) e esposa de Esaú, cujos filhos foram; Jeús, Jalão e Coré. E em 1 Crônicas 1:52; como sendo um dos príncipes edomitas.